# Here I Am (Blue System)
Here I Am è il tredicesimo album in studio del gruppo musicale tedesco Blue System, pubblicato nel 1997.

## Tracce
1. Love Will Drive Me Crazy – 3:35
2. Anything – 3:42
3. I Miss You – 3:47
4. I Love the Way You Are – 4:36
5. Don't Do That – 3:45
6. Baby Believe Me – 3:39
7. You Are Lyin' – 3:47
8. C'est la vie – 3:25
9. Every Day, Every Night – 3:31
10. Shame Shame Shame – 3:40
11. I Believe You Are an Angel – 4:01